# Deepti Daryanani
Deepti Daryanani es una actriz, cantante y bailarina india nacionalizada estadounidense, reconocida por interpretar a Gita en la película de Disney Channel titulada The Cheetah Girls: One World. También encarnó a Maya en la película Acceptance. Fue incluida en el reparto de la cinta Yeh Kya Ho Raha Hai?, la versión de Bollywood de la exitosa película de adolescentes estadounidense American Pie.

## Filmografía
- 2009 - Acceptance (Película para televisión)... Maya
- 2009 - Anatomy of Hope (Película para televisión)... Shanti Tagore
- 2008 - The Cheetah Girls: One World (Película para televisión)... Gita
- 2004 - Tum: A Dangerous Obsession... Preeti
- 2002  - Yeh Kya Ho Raha Hai?